# Klappericola
Klappericola là một chi bướm đêm thuộc họ Noctuidae.